# جشنواره بین‌المللی فیلم هانوی
جشنواره بین‌المللی فیلم هانوی (ویتنامی: Liên hoan phim quốc tế Hà Nội؛ به شکل اختصاری: HANIFF) یک جشنوارهٔ سینمایی دوسالانه است که هر سال در اکتبر یا نوامبر، در هانوی، پایتخت ویتنام برگزار می‌شود. این جشنواره که در سال ۲۰۱۰ با نام جشنواره بین‌المللی فیلم ویتنام بنیان‌گذاری شد، نخستین جشنواره بین‌المللی فیلم در ویتنام است که فیلم‌های جدیدی از همه ژانرها از جمله بلند، کوتاه، مستند و انیمیشن را به مخاطبان معرفی می‌کند. این جشنواره از سال ۲۰۱۶ رویه خود را تغییر داد و از رویدادی ویژه منطقه آسیا و اقیانوسیه، به جشنواره‌ای برای سینمای سراسر جهان گسترش یافت.

## روند برگزاری
جشنواره بین‌المللی فیلم هانوی به طور منظم هر دو سال یکبار و به طور متناوب با جشنواره فیلم ویتنام برگزار می‌شود. ششمین دوره قرار بود در نوامبر ۲۰۲۰ برگزار شود اما به دلیل دنیاگیری کووید-۱۹ در ویتنام، به سال ۲۰۲۲ موکول شد. هفتمین دوره در سال ۲۰۲۴ برگزار خواهد شد. زمان برگزاری جشنواره معمولا در پایان سال (اکتبر یا نوامبر) برنامه‌ریزی می‌شود. 
| دوره  | سال  | روز و ماه       |
| ----- | ---- | --------------- |
| یکم   | ۲۰۱۰ | ۱۷ تا ۲۱ نوامبر |
| دوم   | ۲۰۱۲ | ۲۵ تا ۲۹ نوامبر |
| سوم   | ۲۰۱۴ | ۲۳ تا ۲۷ نوامبر |
| چهارم | ۲۰۱۶ | ۱ تا ۵ نوامبر   |
| پنجم  | ۲۰۱۸ | ۲۷ تا ۳۱ اکتبر  |
| ششم   | ۲۰۲۲ | ۸ تا ۱۲ نوامبر  |

## تاریخچه
جشنواره بین‌المللی فیلم هانوی در سال ۲۰۱۰ توسط وزارت فرهنگ، ورزش و گردشگری ویتنام با نام «جشنواره بین‌المللی فیلم ویتنام» بنیان گذاشته شد. اهداف این رویداد فرهنگی دوسالانه، ارج نهادن به آثار برجسته سینمایی و گسترش بازار فیلم ویتنام به مخاطبان بین‌المللی اعلام شد. نخستین دوره جشنواره در ۱۶ اوت ۲۰۱۰ در سه مکان مختلف در هانوی برگزار شد. سه جایزه اصلی این دوره از جمله بهترین فیلم بلند، به فیلمی از سینمای سنگاپور تعلق گرفت. میزبانی و برنامه‌ریزی نخستین دوره، با انتقادهایی همراه بود، اما اکثر شرکت کنندگان جشنواره را موفق دانستند. در پنجمین دوره جشنواره (۲۰۱۸) در مجموع شش جایزه به فیلم‌ها و سینماگران مشهور بین‌المللی از کشورهای ایران، قزاقستان، لهستان، کره جنوبی، صربستان و ویتنام تعلق گرفت.

## سینمای ایران در جشنواره فیلم هانوی
در پنجمین دوره جشنواره در سال ۲۰۱۸، شهرام مکری کارگردان ایرانی به‌عنوان یکی از اعضای هیات داوران در این رویداد حضور داشت. در حاشیه این جشنواره، یک کارگاه آموزشی با موضوع بررسی موفقیت‌های جهانی سینمای ایران با حضور چهار فیلمساز ایرانی برگزار شد. همچنین در این دوره، بخش ویژه‌ای برای نمایش فیلم‌های ایرانی با هدف آشنایی مخاطبان ویتنامی علاقه‌مند به سینمای ایران اختصاص یافته بود. در این بخش فیلم‌های هجوم، فروشنده، بادکنک سفید، رضا، یک روز بخصوص، کوپال، خانه و طعم گیلاس به نمایش در آمدند. در مراسم اختتامیه این دوره، جایزه بهترین فیلم بلند به فیلم اتاق تاریک ساخته روح‌الله حجازی تعلق گرفت.
در دومین دوره جشنواره در سال ۲۰۱۲ نیز ترانه علیدوستی بازیگر ایرانی، یکی از اعضای هیات داوران بود.